# Sosnówka (rejon ostrowiecki)
Sosnówka (biał. Сасноўка, Sasnouka; ros. Сосновка, Sosnowka) – chutor na Białorusi, w obwodzie grodzieńskim, w rejonie ostrowieckim, w sielsowiecie Gudogaje, przy drodze republikańskiej R52.

## Historia
W czasach zaborów folwark, zaścianek, cztery chutory i młyn pod ówczesną nazwą Wowszczaryszki w gminie Polany, w powiecie oszmiańskim, w guberni wileńskiej Imperium Rosyjskiego. W 1905 roku folwark liczył 28 mieszkańców, 278 dziesięcin, zaścianek liczył 7 mieszkańców, 12 dziesięcin; pierwszy chutor liczył 10 mieszkańców, 1 dziesięcinę; drugi chutor liczył 7 mieszkańców, 1 dziesięcinę; trzeci chutor liczył 7 mieszkańców, 1 dziesięcinę; czwarty chutor liczył 4 mieszkańców, 1 dziesięcinę; młyn liczył 7 mieszkańców, 1 dziesięcinę. Wszystko było własnością  Rogińskiego.
W dwudziestoleciu międzywojennym folwark leżący w Polsce, w województwie wileńskim, w powiecie oszmiańskim, w gminie Polany.
W 1931 w 2 domach zamieszkiwało 10 osób.
Wierni należeli do parafii rzymskokatolickiej w Gudogajach. Miejscowość podlegała pod Sąd Grodzki w Oszmianie i Okręgowy w Wilnie; właściwy urząd pocztowy mieścił się w Gudogajach.
Po II wojnie światowej w granicach Związku Sowieckiego. Od 1991 w niepodległej Białorusi.